# 镇江市市长列表
以下列出历任镇江市市长：

## 县级镇江市
- 镇江市人民政府市长
  - 刘烈人，四川安岳人，1949年4月-1949年8月在任。
  - 何冰皓，山东栖霞人，1949年8月-1951年11月在任。
  - 施光前，江苏扬中人，1951年11月-1952年4月代理市长职务。
  - 吴仲邨，江苏江都人，1952年4月-1952年11月在任。
  - 顾维恒，江苏扬中人，1952年11月-1953年7月在任。
  - 王　鹏，江苏江阴人，1953年8月-1955年3月在任。
- 镇江市人民委员会市长
  - 周　适，江苏阜宁人，1955年3月-1956年9月在任。
  - 戴　瑛，江苏丹徒人，1956年12月-1960年3月在任。
  - 董必成，江苏扬中人，1960年3月-1963年11月在任。
  - 卢春仲，山东掖县人，1963年11月-1967年3月在任。
- 镇江市革命委员会主任。
  - 王荣光，福建上杭人，1967年3月-1967年5月在任。
  - 刘　超，1967年5月-1968年1月任镇江市军管会主任。
  - 刘祥之，山东人，1968年7月-1969年9月在任。
  - 徐在明，江苏启东人，1971年5月-1974年2月在任。
  - 方　明，山东掖县人，1974年2月-1974年6月在任。
  - 龚松柏，江苏海安人，1974年6月-1975年9月在任。
  - 江　坚，江苏扬州人，1975年9月-1977年7月在任。
  - 卢春仲，山东掖县人，1977年7月-1979年12月在任。
  - 李　柏，江苏沭阳人，1979年12月-1981年6月在任。
  - 孙凤翔，江苏金湖人，1981年8月-1981年9月在任。
- 镇江市人民政府市长
  - 孙凤翔，江苏金湖人，1981年9月-1983年2月在任。

## 地级镇江市
- 镇江市人民政府市长
  - 邓鸿勋，江苏无锡人，1983年4月-1984年9月在任。
  - 高德正，江苏江阴人，1984年9月-1989年在任。
  - 陈璧显，
  - 钱永波，
  - 方之焯，浙江镇海人，1992年3月-1994年10月在任。
  - 周大平，1994年10月-2000年11月在任。
  - 张卫国，江苏常州人，2000年11月-2001年6月在任。
  - 史和平，江苏溧阳人，2001年6月-2003年4月在任。
  - 许津荣，河北香河人，2003年4月-2008年4月在任。
  - 刘捍东，安徽舒城人，2008年4月-2012年2月在任。
  - 朱晓明，江苏镇江人，2012年2月-2016年12月在任。
  - 张叶飞，江苏江阴人，2016年12月-2020年4月在任。
  - 徐曙海，江苏沭阳人，2020年4月-在任。